# Biblioteca Ulpia

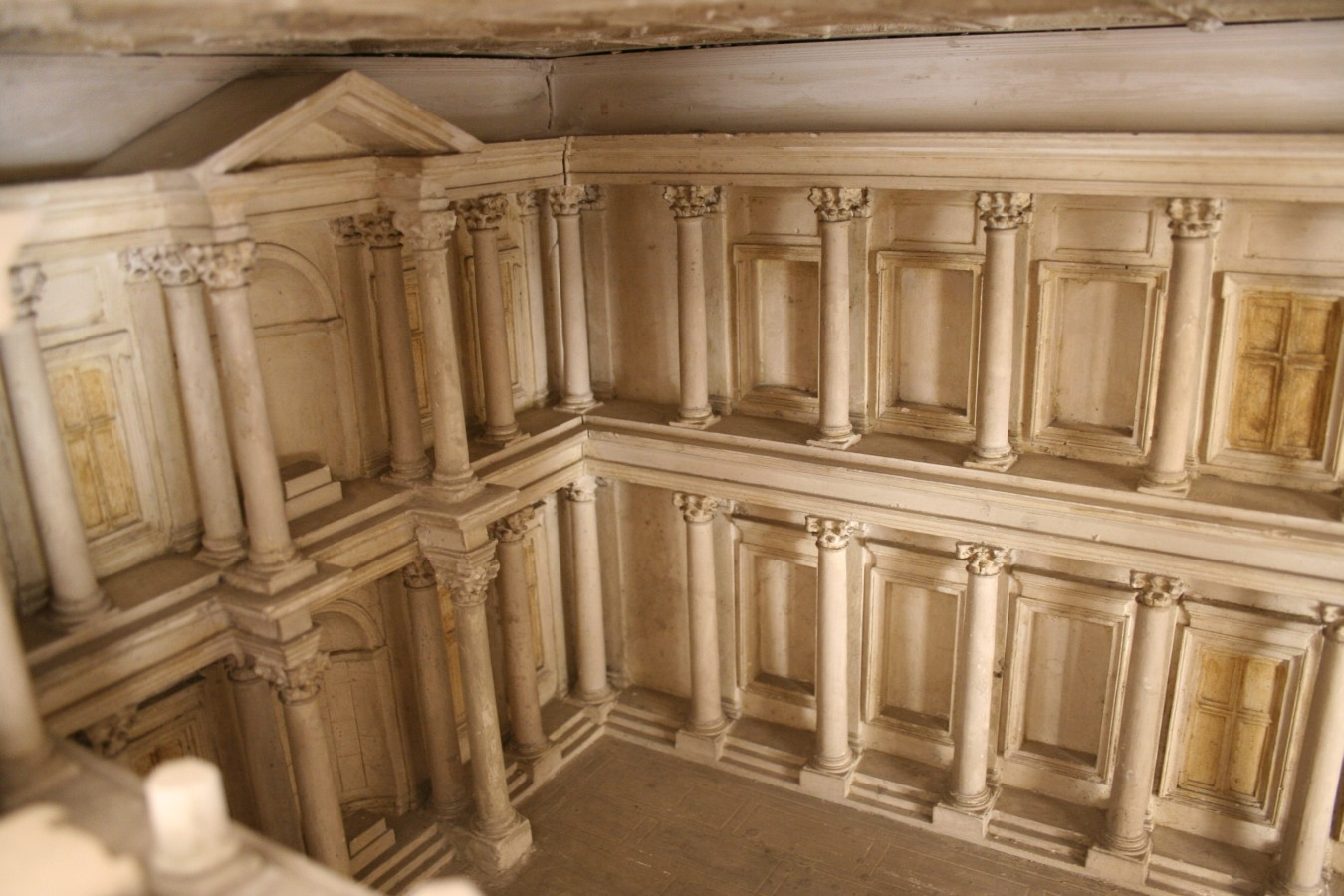
Modelo en 3D del interior de la biblioteca.

La Biblioteca Ulpia, fundada por el Emperador Trajano en el año 114 d. C. dentro del Foro de Trajano en la antigua Roma, es reconocida como una de las bibliotecas más eminentes y célebres de la antigüedad. Tras la destrucción de la Biblioteca de Alejandría en el siglo III, asumió un papel crucial en el acervo cultural del mundo occidental. Destacada por ser la única biblioteca romana que perduró hasta la caída de Roma a mediados del siglo V.

## Historia
En el año 112 d. C., el Emperador Trajano encargó la construcción de una biblioteca en su Foro, al norte del Foro Romano, en el corazón del Imperio Romano. La construcción se completó en el año 114 d. C. Al finalizarse, la Biblioteca Ulpia era la biblioteca principal y centro académico de Roma. Esta biblioteca también fue la Oficina de Registros Públicos de Roma con más de 20,000 rollos que contenían registros sobre la población de la ciudad. La biblioteca también estaba equipada con prensas para almacenar tanto rollos como libros. Durante las excavaciones, se descubrieron rastros de estas prensas. Se cree que la colección de libros y rollos que no pertenecían a registros públicos se basaba en la biblioteca privada de Epafrodito de Queronea, que contenía más de 30,000 libros y rollos.
A principios del siglo IV, el contenido de la Biblioteca Ulpia fue trasladado a las Termas de Diocleciano, posiblemente debido a reparaciones, ya que el contenido fue devuelto en una fecha posterior. Los registros muestran que en el año 455 d. C. se ordenó allí un busto de Didonius Apolinar por orden del emperador Avito.

## Diseño de la biblioteca

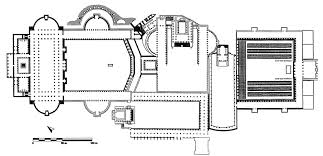
Planta del Foro de Trajano. A la izquierda de la planta se encuentran las dos salas de la biblioteca.

Siguiendo la tradición de las grandes bibliotecas romanas, la Biblioteca Ulpia dividía sus colecciones en latín y griego, ubicadas en espacios opuestos separados por un patio columnado junto a la Columna de Trajano. Esta estructura de dos pisos aprovechaba la iluminación natural mediante altos techos abovedados y contaba con bahías separadas por columnas frente a pilastras, creando nichos para los libros y rollos. Las pasarelas permitían el acceso a las estanterías, y recesos en los extremos albergaban estatuas, presumiblemente de Trajano y quizás de Minerva. Se estima que cada biblioteca contenía alrededor de diez mil rollos, además de materiales archivísticos significativos, incluidos edictos y decretos, así como obras destacadas como la autobiografía de César y los comentarios de Trajano sobre las Guerras dacias. El diseño, que priorizaba la estética y la funcionalidad para la lectura, no contemplaba la expansión de la colección.

## Reconstrucción

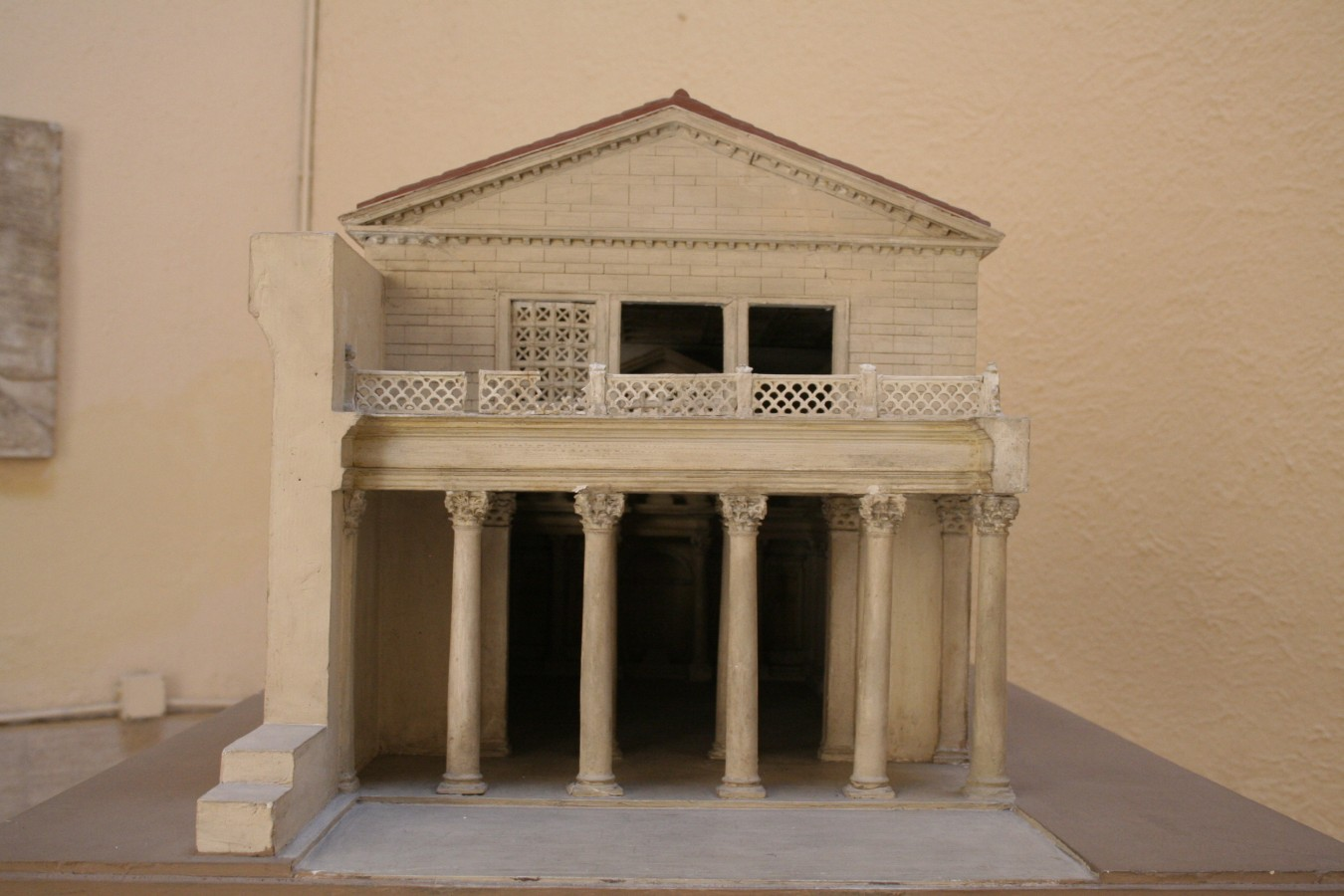
Modelo en 3D del exterior de la biblioteca.

Existen reconstrucciones tanto digitales como físicas que muestran la vista exterior e interior de la biblioteca. La reconstrucción digital muestra la vista desde el interior de la biblioteca occidental (griega), a través de lo que habrían sido pantallas de bronce hacia el pórtico, donde se puede ver la base de la Columna de Trajano. La biblioteca en sí está orientada hacia el este, como recomendaba Vitrubio para las bibliotecas, las pantallas restringían el acceso cuando la biblioteca no estaba en uso y, con el alto techo abovedado, aprovechaban la luz de la mañana. La conservación de partes del suelo y del podio de uno de los muros ha permitido la reconstrucción digital del interior de la biblioteca.